# Faverney
Faverney ist eine französische Kleinstadt im Département Haute-Saône in der Region Bourgogne-Franche-Comté.

## Geographie
Faverney liegt auf einer Höhe von 220 m über dem Meeresspiegel, etwa 17 Kilometer nordnordwestlich der Stadt Vesoul (Luftlinie). Die Gemeinde erstreckt sich im zentralen Teil des Departements, in der breiten Talniederung der Lanterne, östlich des Saônetals, am Südrand des Bois de la Raie.
Die Fläche des 18,23 km² großen Gemeindegebiets umfasst einen Abschnitt im Bereich der leicht gewellten Landschaft östlich des oberen Saônetals. Von Osten nach Westen wird das Gebiet von der Alluvialniederung der Lanterne durchquert, die für die Entwässerung zur Saône sorgt. Die Talebene liegt durchschnittlich auf 215 m und weist eine Breite von rund drei Kilometern auf. Sie wird überwiegend landwirtschaftlich genutzt. Ehemalige Sand- und Kiesgruben südlich der Lanterne sind mit Wasser gefüllt und dienen teilweise als Wassersportflächen. Die östliche Abgrenzung wird durch den Wasserlauf des Fossé de la Marcelle markiert.
Flankiert wird das Lanterne-Tal auf seiner Südseite von waldigen Höhen, die aus einer Wechsellagerung von sandig-mergeligen und kalkigen Sedimenten der mittleren Jurazeit bestehen. Der Hang steigt dabei steil zu den Hochplateaus von La Roche (314 m) und La Croix d'Argent (326 m) an. Mit 331 m wird im Bois de Breurey die höchste Erhebung von Faverney erreicht. Im Norden wird das Tal der Lanterne vom bewaldeten Rücken des Bois de la Raie (bis 270 m) und Bois des Balières gesäumt. Diese Höhen sind aus Sedimenten aufgebaut, die während der Lias (Unterjura) abgelagert wurden. Mit einem schmalen Streifen erstreckt sich das Gemeindeareal westwärts bis an den Flusslauf der Saône.
Zu Faverney gehören neben dem eigentlichen Ort zwei Weilersiedlungen:
- Le Bout du Pont (220 m) am südlichen Ufer der Lanterne
- Port-d’Atelier (216 m) in der Niederung der Saône am Westrand des Bois des Balières

Nachbargemeinden von Faverney sind Amance und Menoux im Norden, Mersuay und Breurey-lès-Faverney im Osten, Fleurey-lès-Faverney und Conflandey im Süden sowie Purgerot und Baulay im Westen.

## Ortsname
Der heutige Ortsname leitet sich von der gallorömischen 
Ortsbezeichnung Faverniacum her. Diese geht auf den Personennamen Favernius bzw. Fabernius zurück, der sich vom römischen Gentilnamen Fabrinius ableitet. Die gallorömische Endung -acum leitet sich von keltisch -akon her und ist eine in den früheren keltischen Siedlungsgebieten in den südlichen Niederlanden, dem Rheinland, Belgien, Frankreich, Süddeutschland sowie der Schweiz und Norditalien verbreitete Zugehörigkeitsanfügung, vergleichbar mit dem germanischen -ing.

## Geschichte
Im 8. Jahrhundert kam es am Ort zur Gründung eines Klosters durch den Burgunder Wideradus. Dieses Kloster wurde in den Annales Bertiniani unter dem Jahr 870 erwähnt, als im Vertrag von Meersen die Erbschaft Lothars II. unter dem westfränkischen König Karl dem Kahlen und dem ostfränkischen König Ludwig dem Deutschen aufgeteilt wurde. Das Kloster Faverniacum ging damals an Ludwig den Deutschen. 
Im Jahr 1132 war das Kloster im Verfall begriffen, als Benediktinermönche von der Abtei La Chaise-Dieu kamen und dem Ort zu einer neuen Blütezeit verhalfen. 
Friedrich I. Barbarossa trennte 1169 den nördlichen Teil Burgunds vom übrigen Burgund ab und erhob ihn zur Pfalzgrafschaft Burgund. Das Kloster und der Ort Faverney, im Gebiet des Bailliage d’Amont liegend, gehörten nun zu dieser neu geschaffenen Pfalzgrafschaft, die seit dem 14. Jahrhundert unter der Bezeichnung Freigrafschaft Burgund bekannt ist. Faverney war ein befestigter mittelalterlicher Flecken, über den der Abt die Herrschaft innehatte. Faverney war Sitz eines der fünf Archidiakonen der Diözese Besançon. Den Bewohnern wurden im 13. Jahrhundert gewisse Freiheitsrechte zugesprochen. Im Lauf der Geschichte wurde das Städtchen mehrfach von Bränden heimgesucht, besonders schwer in den Jahren 1568, 1595 und 1641. An Pfingsten des Jahres 1608 ereignete sich das eucharistische Wunder von Faverney. Die Mönche stellten in der Abteikirche das allerheiligste Sakrament in der Monstranz zur Anbetung aus. Ein Feuer zerstörte während der Nacht den Altar, doch die Monstranz, deren Inhalt unbeschädigt war, schwebte in der Luft und senkte sich erst nach dem Bau eines provisorischen Altars auf diesen nieder. In der Folge wurde das Kloster zu einem weitherum bekannten Pilgerziel.
Die Freigrafschaft Burgund gelangte Faverney mit dem Frieden von Nimwegen 1678 definitiv an Frankreich. Im Rahmen der Französischen Revolution wurde das Kloster 1789 aufgehoben und seine Güter zum Staatsbesitz erklärt. In den Klostergebäuden wurde später ein Priester- und Philosophieseminar der Diözese Besançon eingerichtet. Seit dem 18. Jahrhundert war Faverney Standort einer Gießerei, die 1955 geschlossen wurde. 1860 wurde die Ortschaft mit der Eröffnung der Bahnstrecke Aillevillers–Port-d'Atelier-Amance nach Aillevillers an das französische Eisenbahnnetz angeschlossen. Der Betrieb der Linie wurde 1991 eingestellt. Heute ist Faverney Mitglied des Gemeindeverbandes Terres de Saône.

## Sehenswürdigkeiten

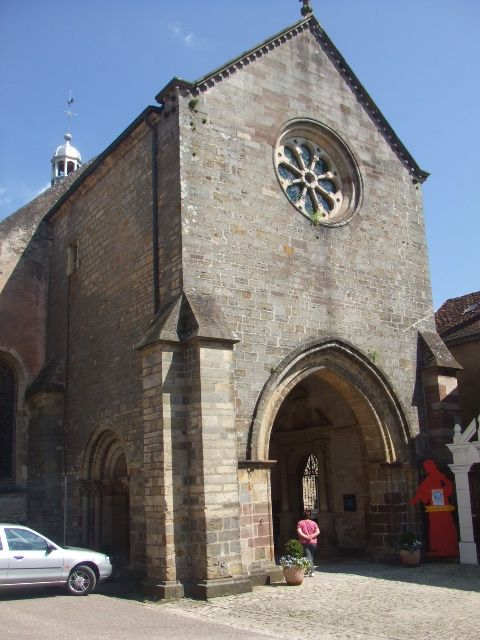
Klosterkirche Notre-Dame la Blanche

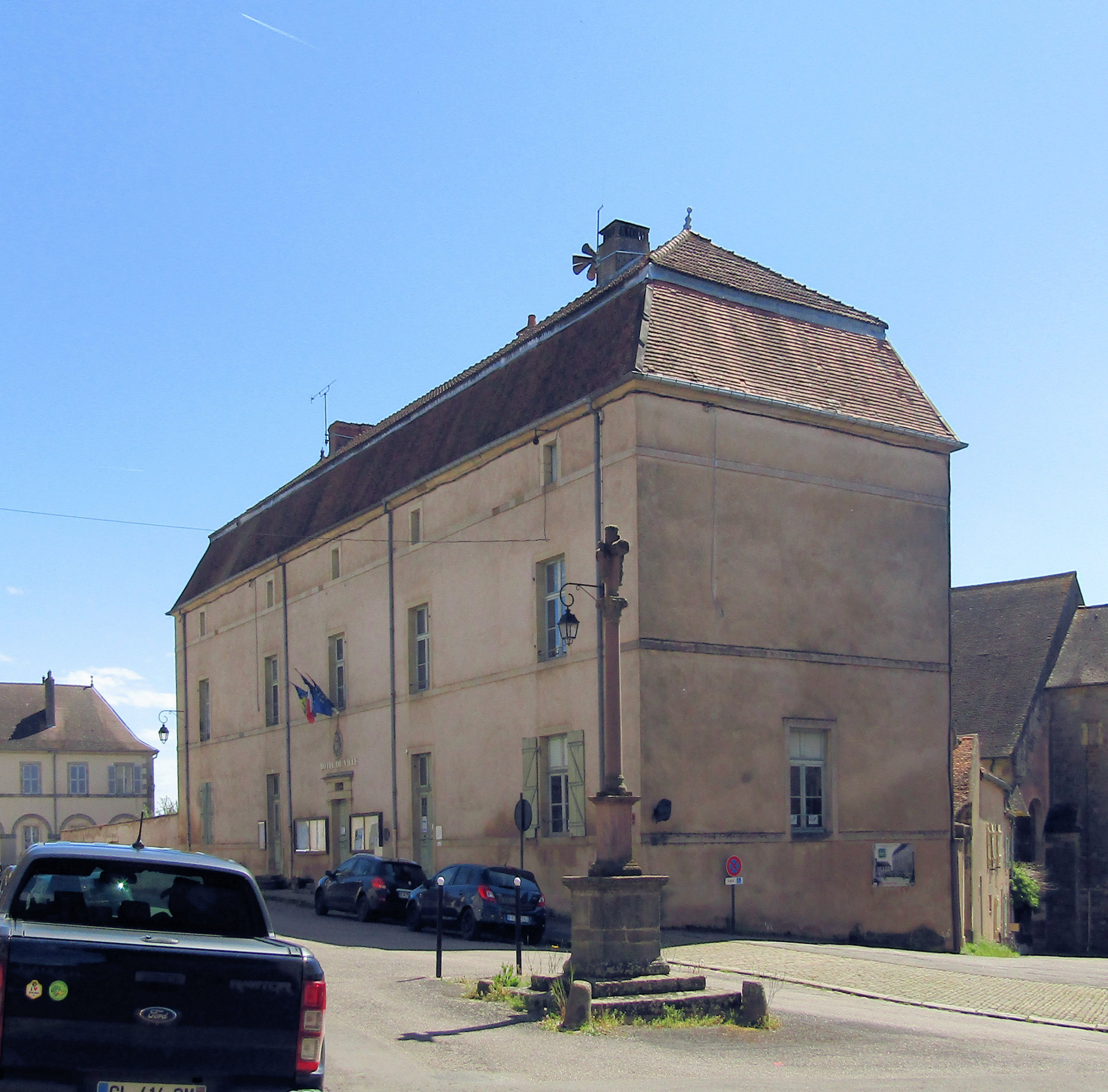
Rathaus (Hôtel de ville)

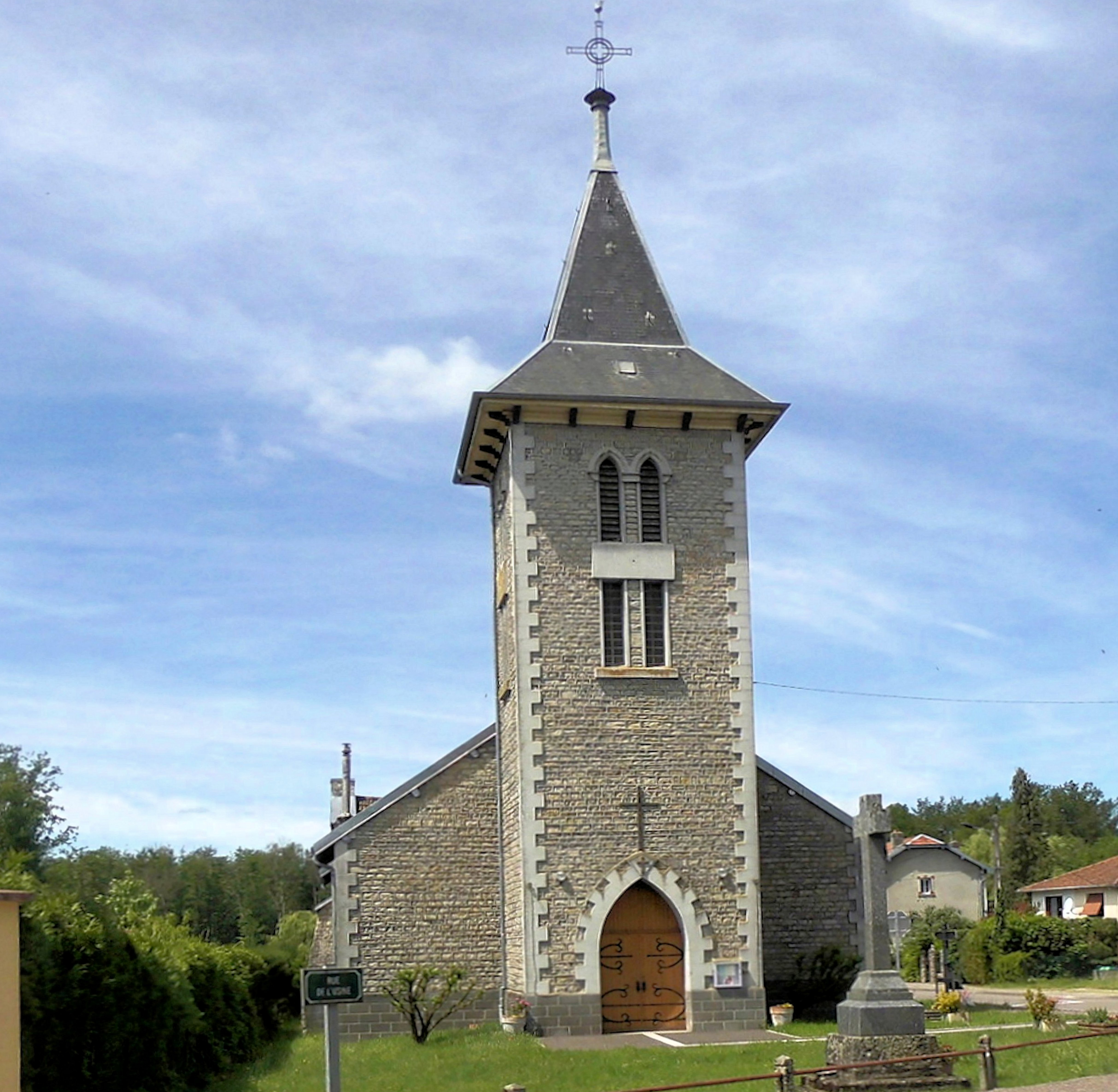
Kirche im Ortsteil Port d’Atelier

Faverney hat sein spätmittelalterliches Stadtbild bewahrt und ist mit dem Label „Petite Cité Comtoise de Caractère“ ausgezeichnet. Die ehemalige Klosterkirche Notre-Dame la Blanche wurde 1803 zur Pfarrkirche und 1860 als Monument historique klassiert. Sie stammt ursprünglich aus dem 11. Jahrhundert, besitzt ein romanisches Schiff und einen gotischen Chor (13. Jahrhundert). Seitenkapellen und Apsiden wurden im 15. Jahrhundert hinzugefügt. Weitere Veränderungen gab es im 18. und 19. Jahrhundert, und auch die Ausstattung stammt überwiegend aus dieser Zeit. Die mächtigen Klostergebäude wurden in der Zeit zwischen 1713 und 1733 errichtet. Das ehemalige Abtshaus, 1682 neu erbaut, beherbergt heute die Gemeindeverwaltung. Davor steht ein Kreuz aus dem 16. Jahrhundert.
Im Halbkreis um das Kloster gruppieren sich die Häuser des alten Zentrums von Faverney. Die Bausubstanz stammt aus dem 15. bis 18. Jahrhundert. Besonders erwähnenswert sind dabei das Maison des Hôtes (15. Jahrhundert), das früher die weltlichen Gäste des Klosters beherbergte, das Maison Wagner, die ehemalige Gendarmerie, ein Gebäude in U-Form, das 1839 an der Stelle der früheren Pfarrkirche erbaut wurde, und die Markthalle (um 1700). Über die Lanterne führte eine im 18. Jahrhundert errichtete Steinbogenbrücke.

## Bevölkerung
| Jahr                       | 1962 | 1968 | 1975 | 1982 | 1990 | 1999 | 2011 | 2020 |
| Einwohner                  | 1228 | 1073 | 1072 | 1116 | 1112 | 1019 | 949  | 980  |
| Quellen: Cassini und INSEE |      |      |      |      |      |      |      |      |

Mit 976 Einwohnern (1. Januar 2022) gehört Faverney zu den mittelgroßen Gemeinden des Départements Haute-Saône. Während des gesamten 20. Jahrhunderts wurde insgesamt ein Rückgang der Einwohnerzahl verzeichnet (1901 wurden noch 1488 Personen gezählt).

## Wirtschaft und Infrastruktur
Faverney war lange Zeit ein Städtchen, das durch Handel und Gewerbe sowie die Verarbeitung der landwirtschaftlichen Produkte des Umlandes geprägt war. Heute ist Faverney ein Kleinzentrum, das zentralörtliche Funktionen für die nähere Region übernimmt. Es gibt verschiedene Betriebe des Klein- und Mittelgewerbes, vor allem in den Bereichen Metallverarbeitung, Feinmechanik, Heizungsbau, Holzverarbeitung und Baugewerbe. Daneben sind im Ort zahlreiche Dienstleistungsunternehmen und Einzelhandelsgeschäfte für den täglichen Bedarf ansässig. Faverney ist Standort eines Collège und eines Kinos. Alljährlich wird hier ein Musik-Festival ausgetragen.
Die Ortschaft liegt abseits der größeren Durchgangsachsen an einer Departementsstraße, die von Vesoul nach Vauvillers führt. Weitere Straßenverbindungen bestehen mit Purgerot, Amoncourt, Breurey-lès-Faverney und Mersuay. Durch das westliche Gemeindegebiet verläuft die 1858 eröffnete Bahnstrecke Paris–Mulhouse. Der im Ortsteil Port-d’Atelier gelegene Bahnhof Port-d’Atelier-Amance wird jedoch seit Anfang der 2010er-Jahre nicht mehr genutzt.